# Palais im Großen Garten

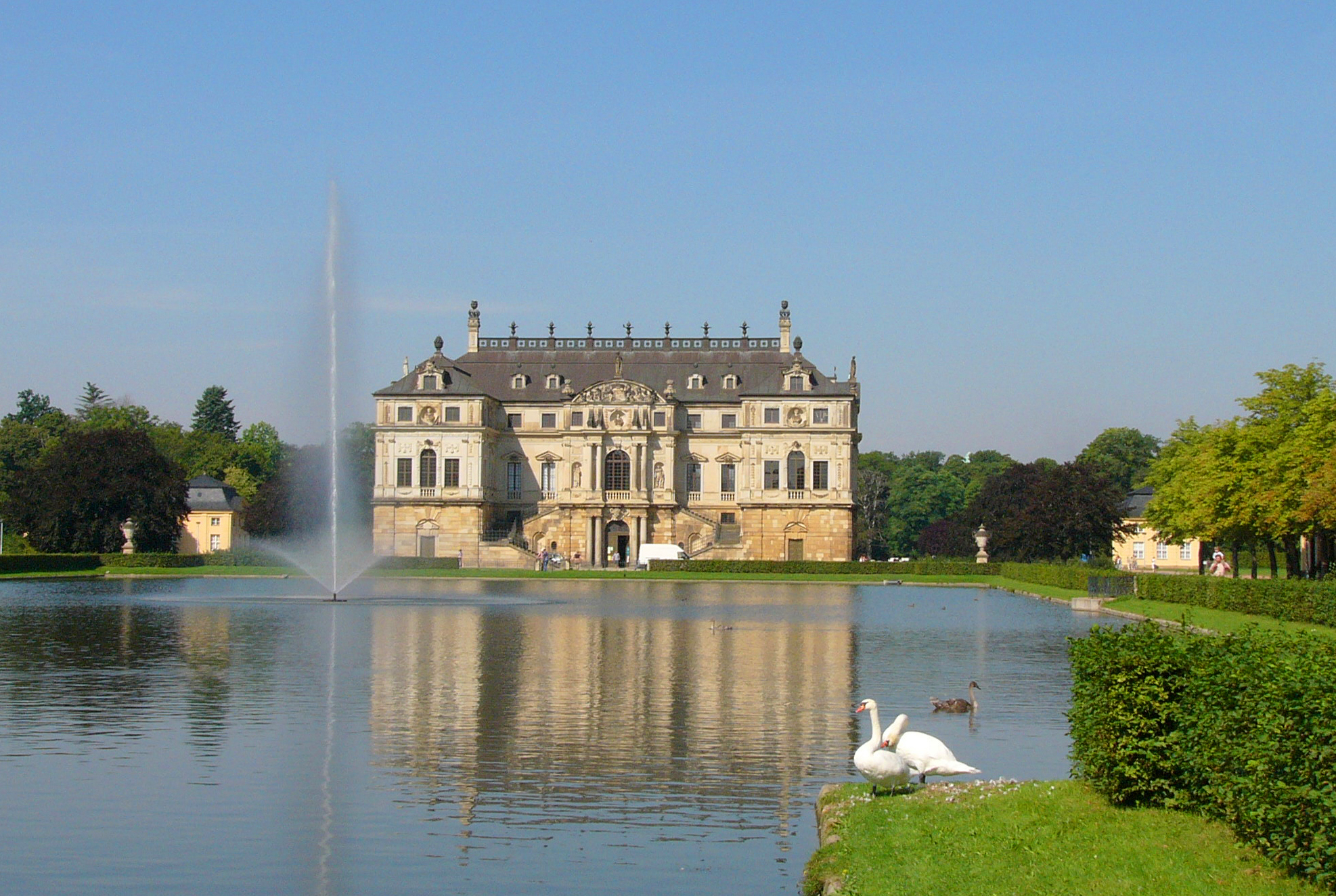
Blick über den Palaisteich auf das Palais. Rechts und links daneben zwei der fünf erhaltenen Kavalierhäuschen.

Das Palais befindet sich im Zentrum des Großen Gartens

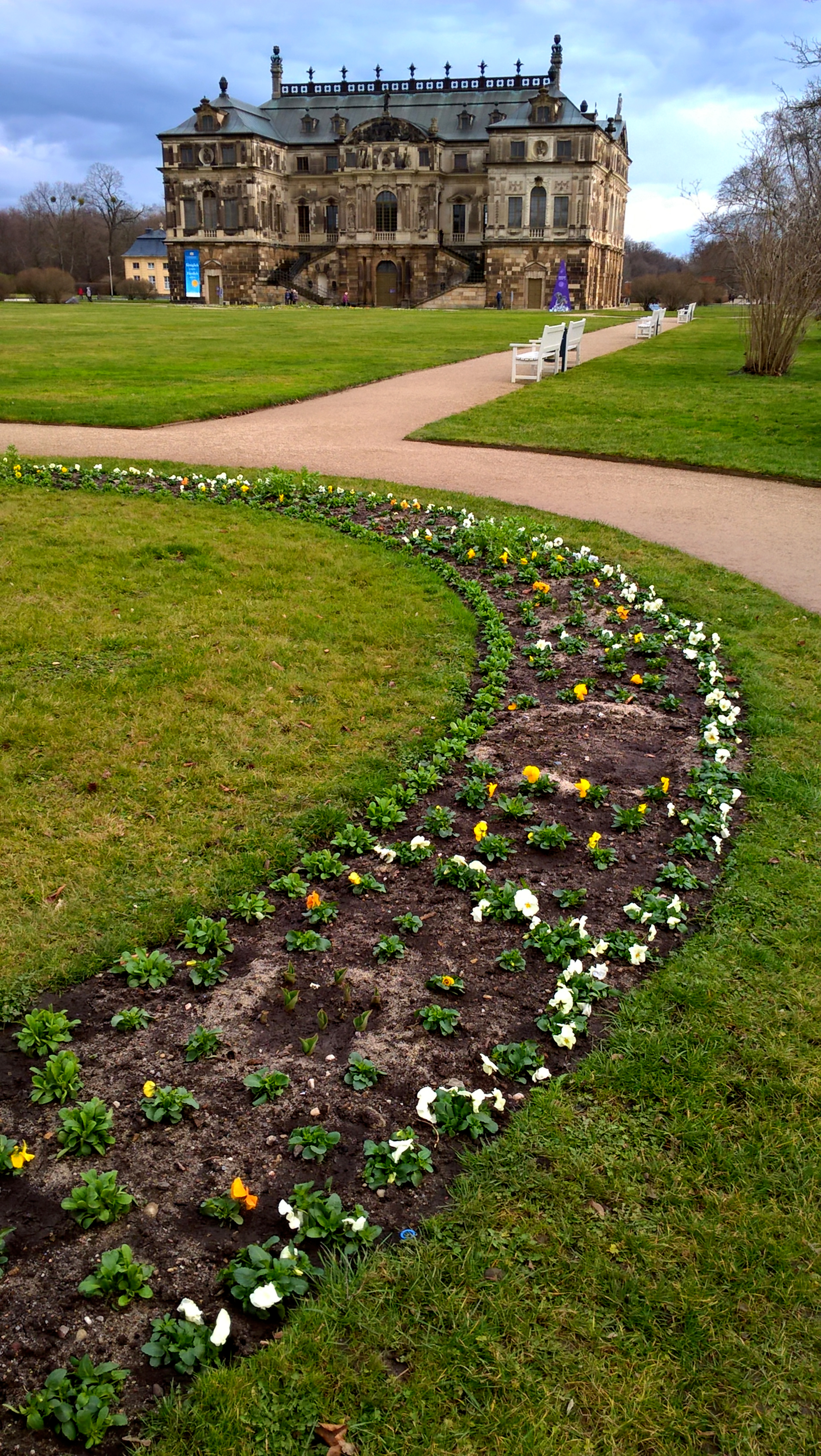
Palais im Großen Garten – Sommererwachen

Das Palais im Großen Garten, auch bezeichnet als Sommer- oder Gartenpalais, ist ein ab 1679 errichtetes barockes Lustschloss in Dresden. Es befindet sich im Großen Garten, einer weitläufigen Grünanlage am Rande des Stadtzentrums.
Das Palais gilt als erster bedeutender Profanbau in Sachsen, der nach dem Dreißigjährigen Krieg errichtet wurde. Es ist außerdem eines der frühesten Barockbauwerke im deutschsprachigen Raum und zählt zu den kunst- und kulturhistorisch wichtigsten Gebäuden Dresdens. Es gilt als „Auftakt“ zum Dresdner Barock.

## Standort

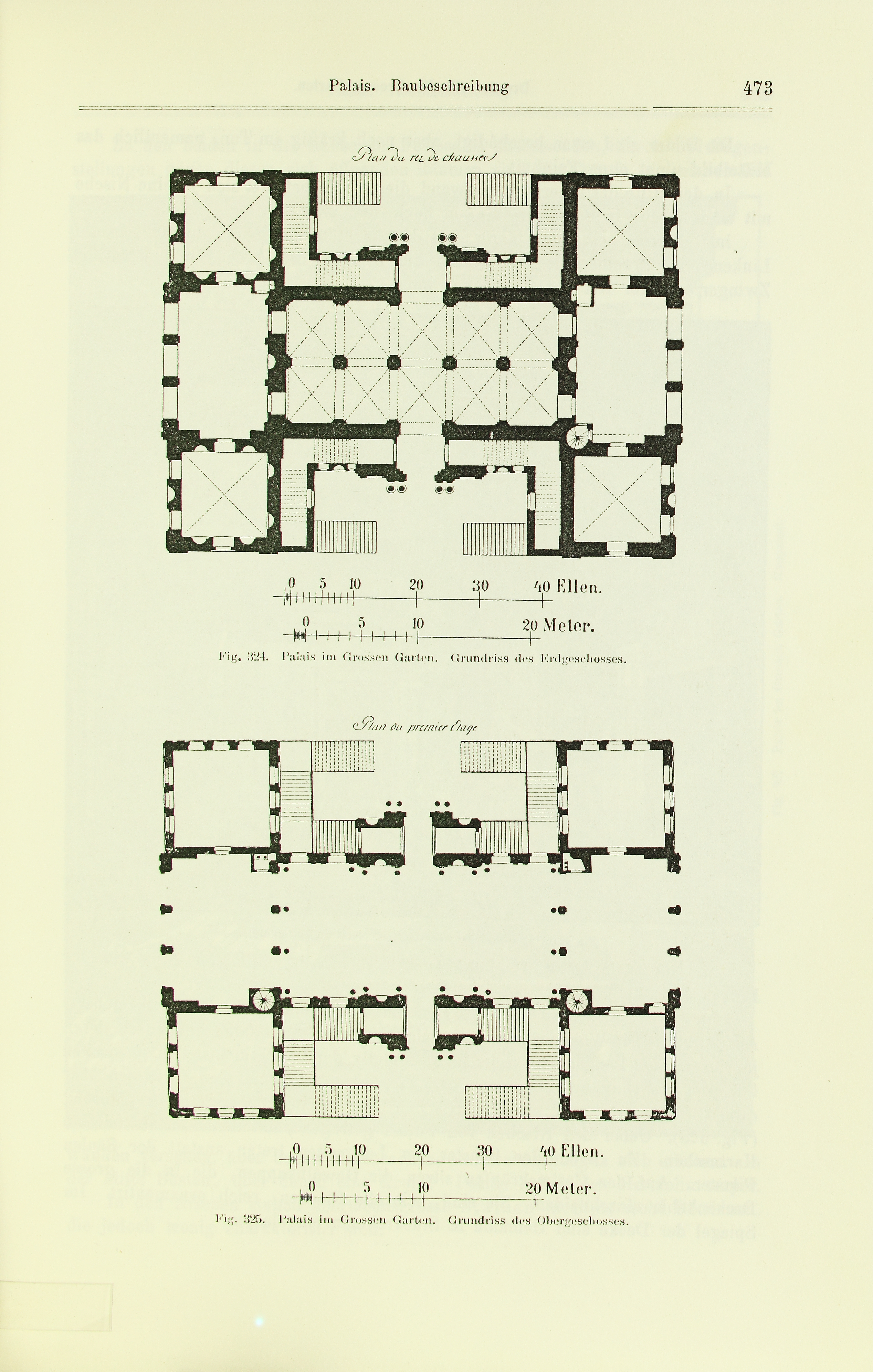
Grundrisse (Erd- und Obergeschoss)

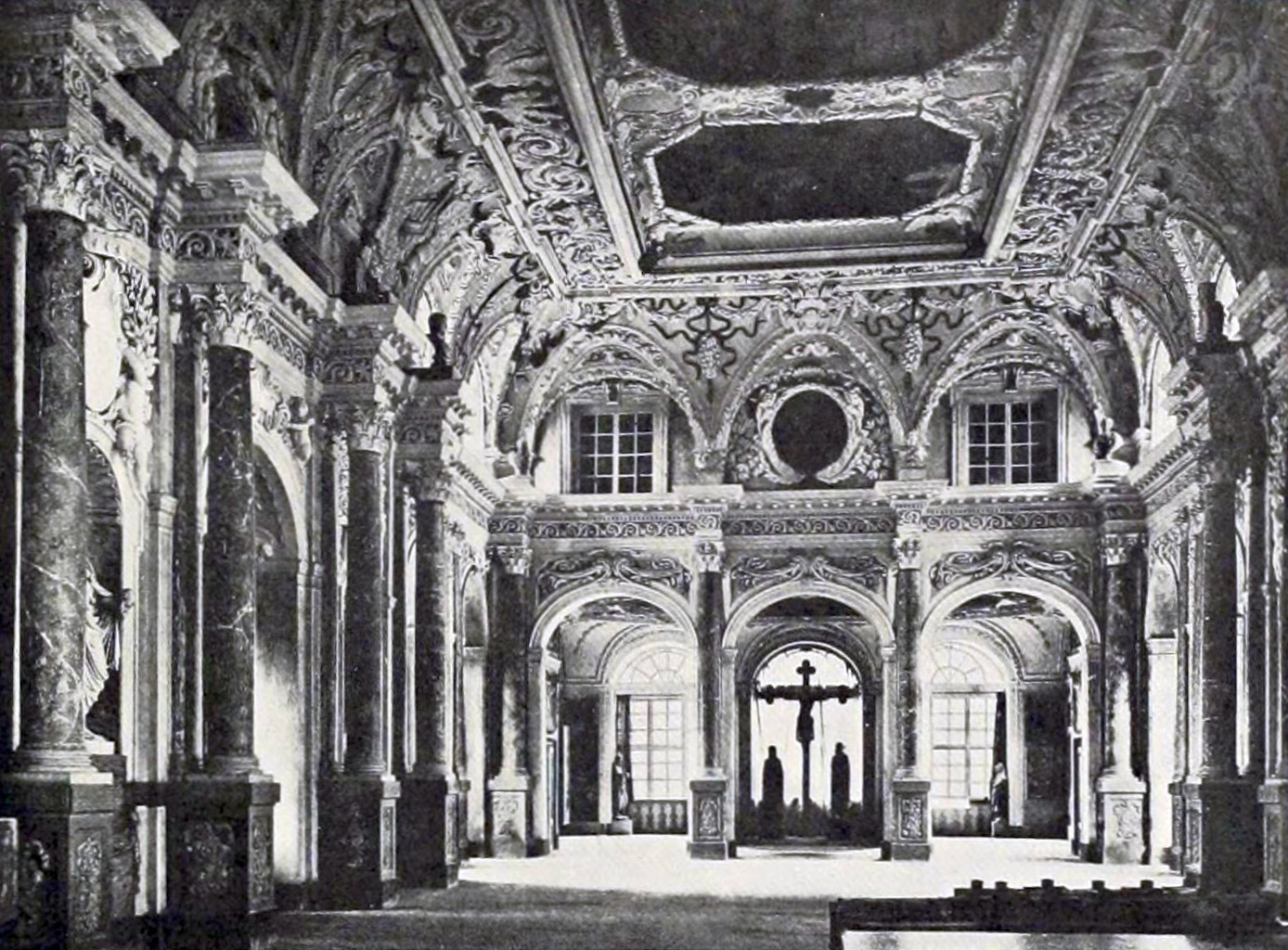
Obergeschoss

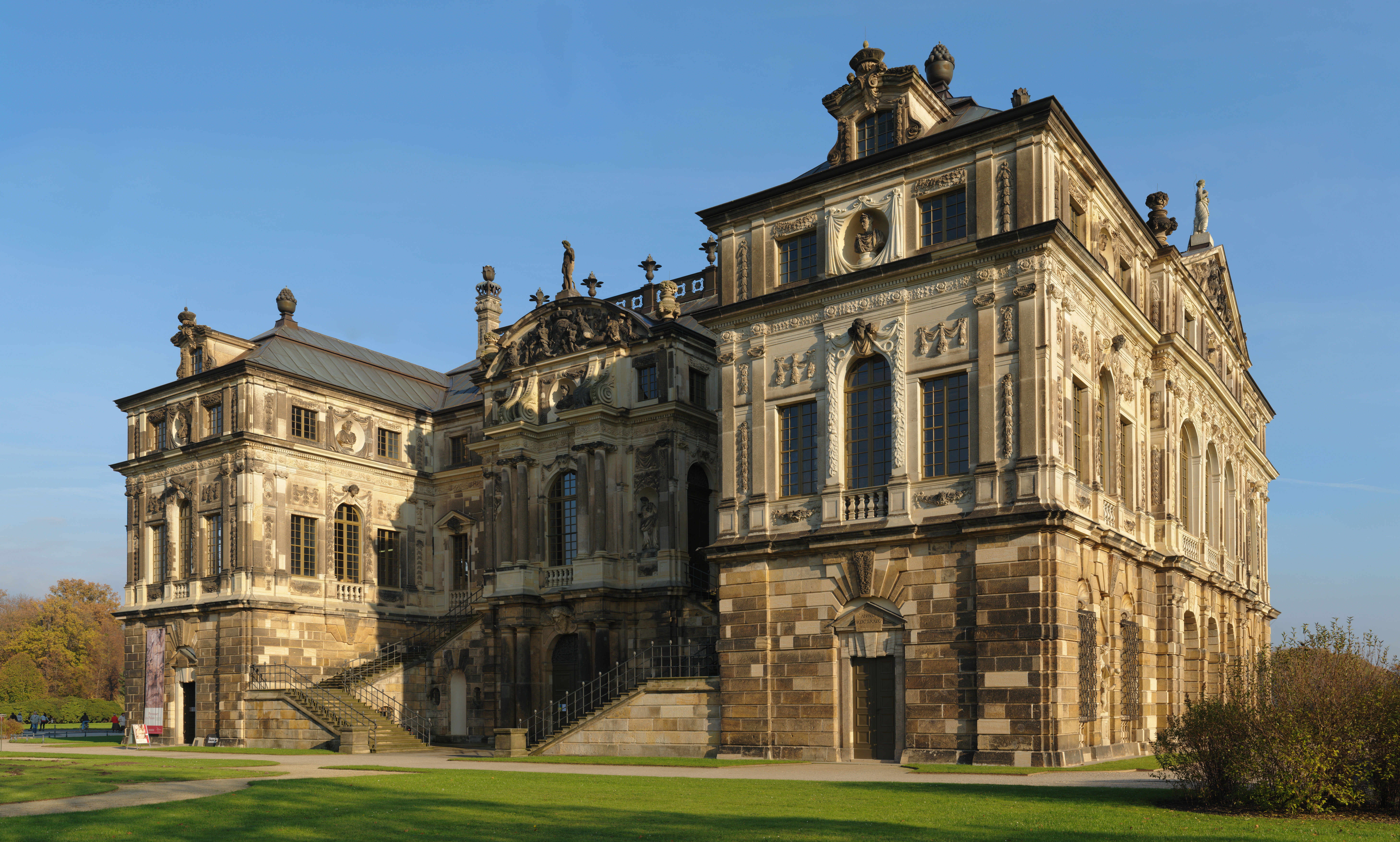
Nordwestliche, stadtwärtige Seite des Palais

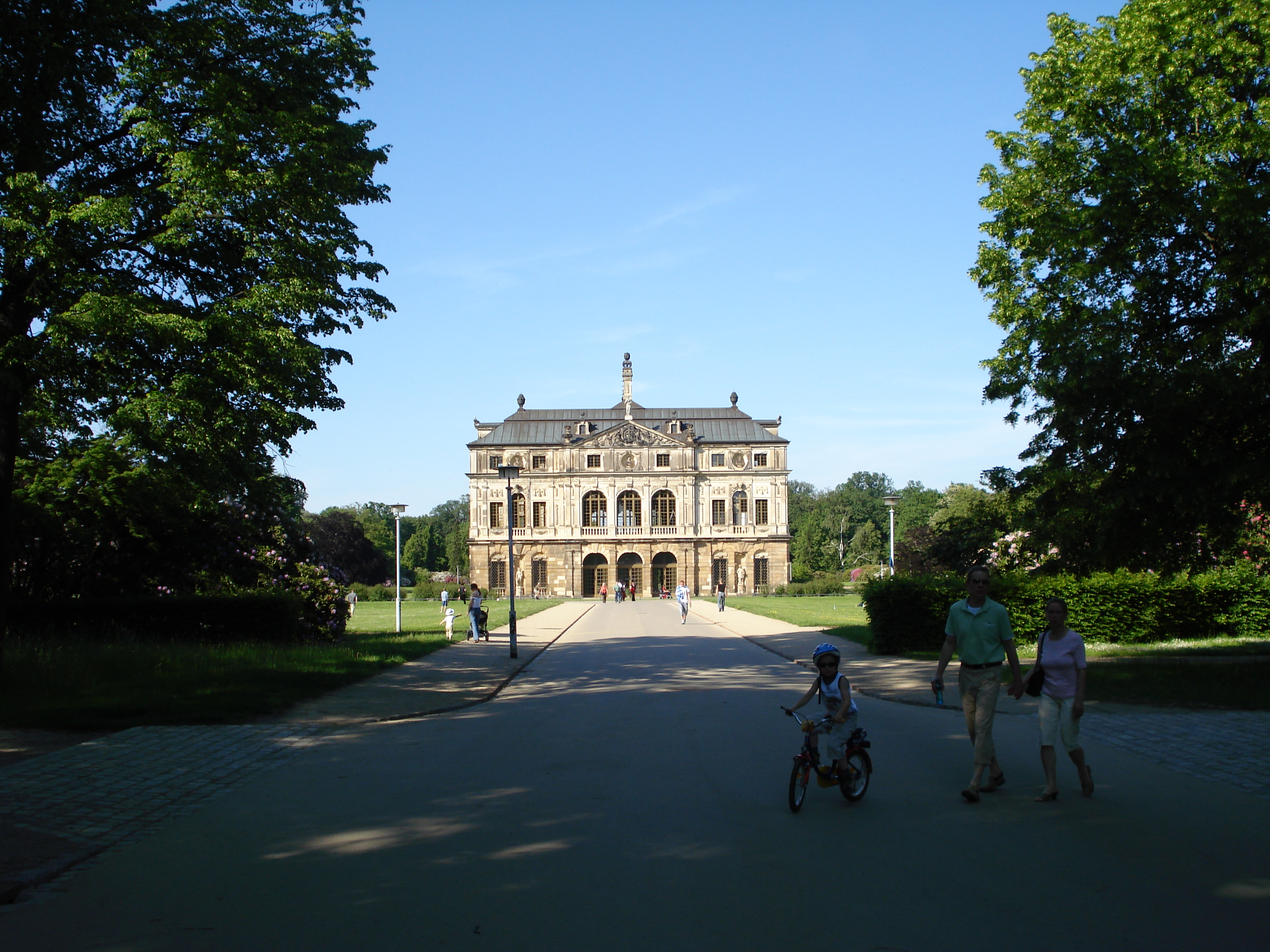
Blick entlang der Querallee auf die Südwestfassade

Das Palais befindet sich im Großen Garten, ungefähr zwei Kilometer südöstlich der Inneren Altstadt. Es steht im Zentrum der etwa zwei Quadratkilometer großen Parkanlage, deren Dominante es ist. Hierbei befindet es sich im Schnittpunkt zweier rechtwinkliger Sichtachsen, der Haupt- und der Querallee. In einem Umkreis von etwa 500 Metern liegen nur wenige, weitaus kleinere Gebäude. Südöstlich benachbart befindet sich der Palaisteich mit seiner Fontäne, die Nordwestseite wird von einem Blumengarten gesäumt.

## Gebäude

### Äußeres
Das Palais gehört zu den bedeutenden frühen deutschen Barockbauten und bildet einen Gründungsbau des Dresdner Barocks.
Die Ausführung wirkt etwas strenger als der italienische Ursprung des klassischen Barock, weil Merkmale des französischen Schlossbaus des 17. Jahrhunderts eingeflossen sind. Typische Gestaltungsmittel des Klassizistischen Barock waren Bauformen, die direkt aus der Renaissance übernommen wurden: der Tempelarchitektur entlehnte Dreiecksgiebel, Kolonnaden, sowie Säulen und Pilaster in Kolossalordnung – diese auch oft in doppelter Verwendung. Ebenfalls üblich waren die häufige Verwendung von Naturstein und der Verzicht auf farbigen Verputz. Diesem Muster folgt das Palais; zu seinen kennzeichnenden Stilelementen zählt die kräftige, kontrastreiche Fassadengliederung mit ihrem üppigen, aber streng geordneten Schmuck. Das Doppelsäulenmotiv des Mittelrisaliten, die darüber vorkragenden Voluten und der abschließende Segmentgiebel ähneln der Louvre-Architektur. Andererseits fanden aber auch die Formen genuesischer Paläste Eingang in die Stilmischung.
Das dreigeschossige Gebäude weist einen H-förmigen Grundriss auf, da sich auf der Nordost- und Südwestseite zwei vorgezogene Seitenflügel an den Mitteltrakt anschließen. Die Fassadengliederung wird sowohl in der Vertikalen als auch in der Horizontalen betont. Die Fassaden der innenstadt- und teichwärtigen Hauptfronten sind jeweils 13-achsig. Davon entfallen in beiden Fällen je drei auf die beiden hervorstehenden seitlichen Flügelbauten und die restlichen sieben auf den Mitteltrakt. Dessen drei zentrale Achsen wiederum werden beidseitig durch einen Mittelrisaliten betont, der jeweils durch einen Segmentgiebel abgeschlossen wird. Die Seitenfassaden gliedern sich in neun Achsen und werden ebenfalls durch je einen Mittelrisaliten mit geschossweise abgestuften Säulen akzentuiert, der jedoch einen Dreiecksgiebel mit Tympanon aufweist. Die Seitenflügel bilden auf der Stadt- und der Landseite zwei Höfe, die nach einer Seite offen sind. In diese fügen sich doppelläufige und zweimal gewendete Freitreppen ein, die ins erste Obergeschoss führen.
Die Fassaden sind reich mit plastischem Schmuck verziert, darunter Festons, Friese, Vasen, Pilaster, Kapitelle und Reliefs. Büsten von zwölf Cäsaren und vier Kaiserinnen schmücken das Äußere des Gebäudes. In mehreren Fassadennischen befinden sich unter anderem vier überlebensgroße Sandstein-Skulpturen zum Urteil des Paris, die ebenso wie die Gestaltung der Portale auf den in Italien geschulten George Heermann zurückgehen.

### Inneres

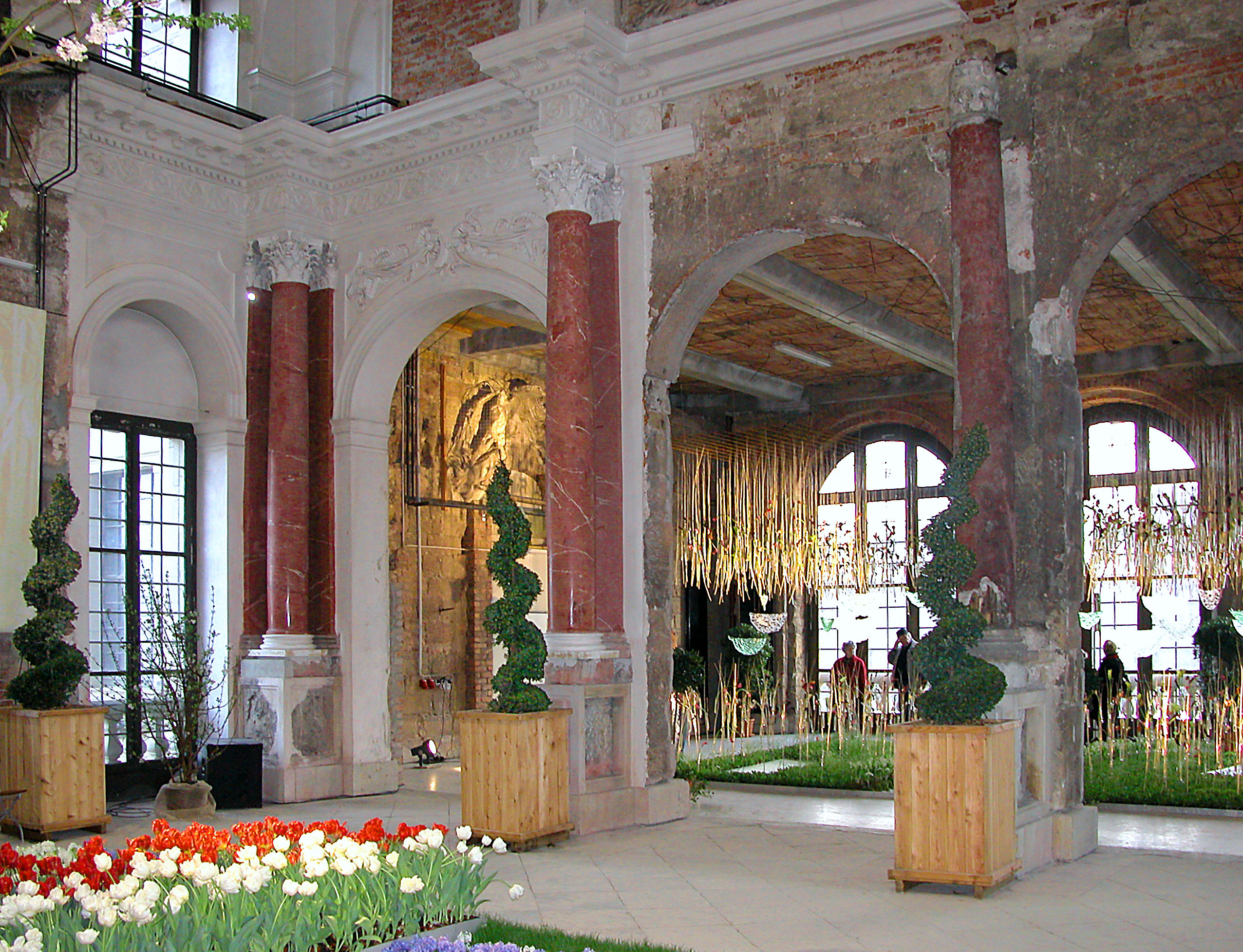
Der teilrekonstruierte Mittelsaal im Obergeschoss

Das Erdgeschoss des Mitteltraktes wird durch ein Vestibül eingenommen, das aus einer Halle mit durch Säulen gestütztem Kreuzgewölbe besteht. Darüber liegt der große Festsaal, der sich über zwei Etagen erstreckt. In den beiden Seitenflügeln liegen je drei kleinere Säle pro Stockwerk.
Die Ausstattung im Inneren des Bauwerks ging 1945 durch die Bombardierung Dresdens weitgehend verloren. Heute sind die Räume im Erdgeschoss unter Einbeziehung erhaltener Teile weitgehend rekonstruiert. Die Obergeschossräume zeigen demgegenüber nur geringe Reste der bis 1945 erhaltenen alten Ausstattung und sind bislang nur in Probebereichen rekonstruiert. Ursprünglich war insbesondere der Festsaal reich mit teils vergoldetem Stuck versehen. Bei den ebenfalls im Festsaal ausgeführten Stuckmarmorarbeiten handelte es sich um die ältesten Sachsens. Der Stuck wurde zum Teil bereits manufakturmäßig hergestellt. Die Ornamentik der Seitensäle wurde in einem in Dresden bis dahin unbekannten Stil von französischen Künstlern geschaffen. Zur Ausstattung des Festsaals gehörten auch vier lebensgroße Allegorien aus Stuck.
Die Wand- und Deckenmalereien führte Samuel Bottschildt mit seinem Neffen, Schüler und späteren Nachfolger, Heinrich Christoph Fehling aus. Das Fresco zeigte die Apotheose des Bauherrn des Palais, Johann Georg III. Das Gemälde gilt als ein erster Höhepunkt der Dresdner Monumentalmalerei und diente als Vorbild für die Pavillon-Deckengemälde Fehlings und Silvestres im Dresdner Zwinger.

## Geschichte

### Errichtung und Nutzung als Lustschloss

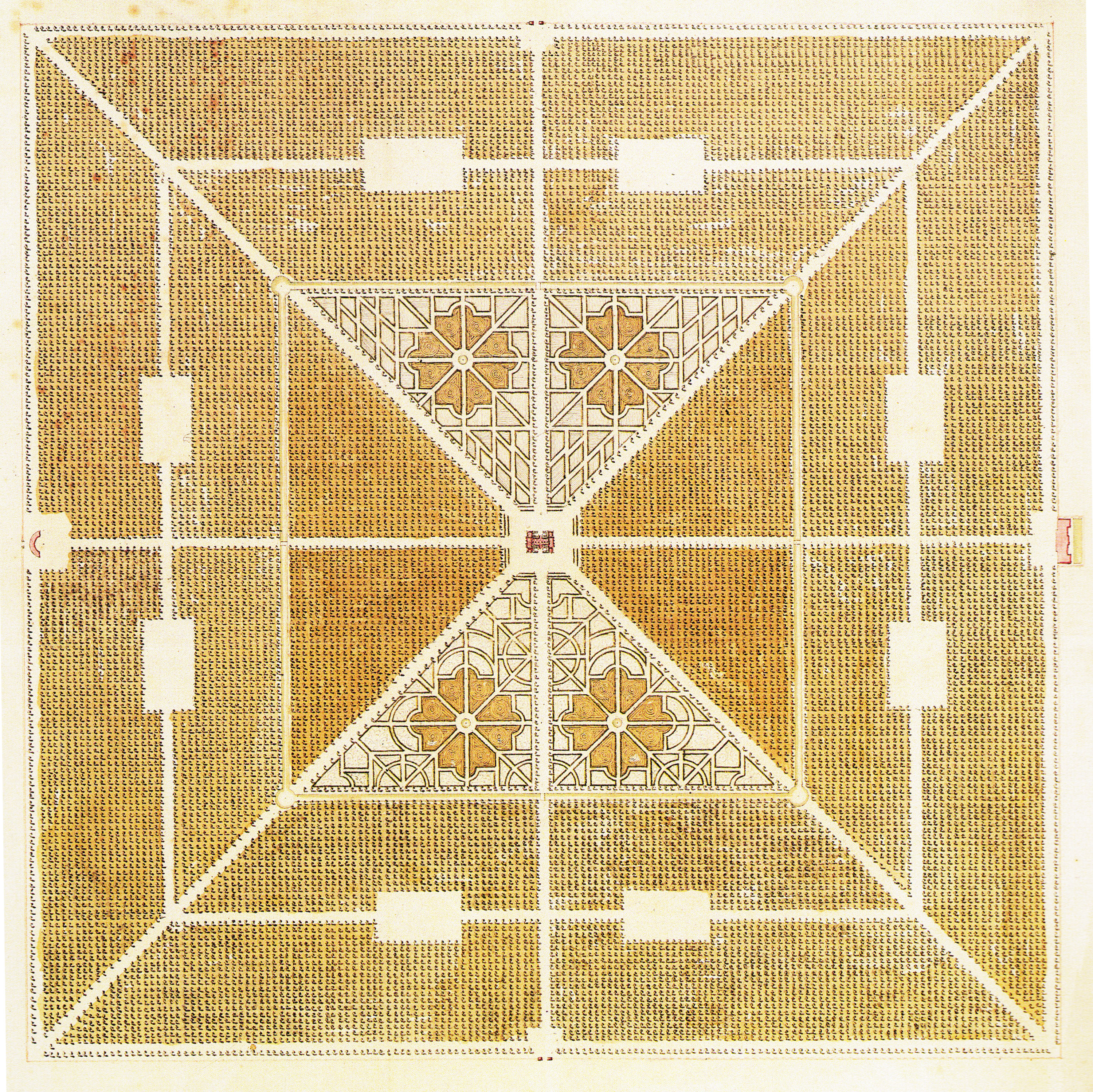
Erstes Konzept von Garten und Palais in einem Plan des Hofgärtners Martin Göttler 1683

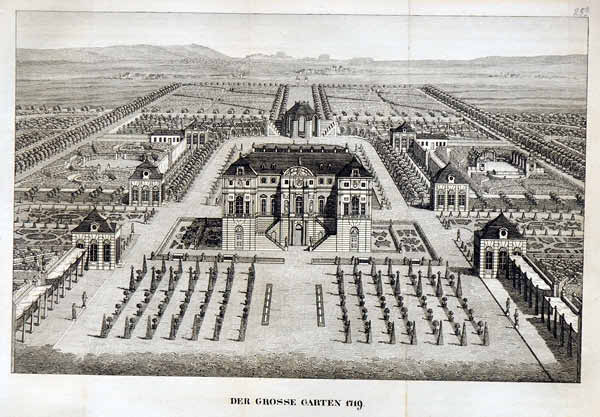
Das Palais mit dem dahinter liegenden Venustempel etwa zur Zeit der Hochzeitsfeier von Kurprinz Friedrich August, Holzstich von 1840

Die Planungen für ein Lustschloss im Zentrum eines quadratischen Gartens begannen spätestens 1676. 1676 bis 1678 wurden unter der Leitung des Hofgärtners Martin Göttlers die Grundstücke für den späteren Großen Garten für den damaligen Kurprinzen Johann Georg erworben. Spätestens 1679 (inschriftliche Datierung) begann der Bau des Palais, aktenkundig unter der Bauleitung des Oberlandbaumeisters Johann Georg Starcke. Das Palais nimmt zahlreiche Ideen aus dem italienischen Villenbau auf, die mit französischen Einflüssen kombiniert werden. Starckes Vorgesetzter war zu dieser Zeit Wolf Caspar von Klengel als Oberinspektor der Zivil- und Militärgebäude, sodass auch dessen Beteiligung am Entwurf wahrscheinlich ist. Besonders die reich über die Oberflächen verteilten Ornamentmotive der Fassaden wie Laubgehänge und Festons folgen der von Klengel bereits in den 1650er Jahren nach Sachsen gebrachten Formensprache der italienischen Renaissance. Klengel beschäftigte sich auch ausführlich mit der Verbindung von Architektur und Skulptur, wie sie für den Bau typisch ist. Die Großplastik der Fassaden und ehemals im Inneren wurde von dem in Italien geschulten George Heermann und den Brüdern Jeremias und Conrad Max Süßner geschaffen, die sicherlich einem übergeordneten Konzept folgten. Außerdem waren die Bildhauer Marcus Conrad Dietze und Abraham Conrad Buchau beteiligt.
Das Palais stand damals weit vor den Toren der Dresdner Befestigungsanlagen und sollte nicht zu Wohn-, sondern nur zu Vergnügungszwecken des Fürstenhauses und seiner Gäste dienen. Als es nach fünf Jahren Bauzeit 1683 zumindest im Rohbau vollendet wurde, war sein Bauherr nach dem Tode von dessen Vater bereits seit drei Jahren Kurfürst von Sachsen. Der Innenausbau kam erst um 1690 zum Abschluss, kurz vor dem Tode Johann Georgs III. Ab 1683 erfolgte eine erste Umgestaltung des Großen Gartens nach Plänen des gerade in Dresden eingetroffenen Gärtners Johann Friedrich Karcher. In diesem Zusammenhang wurden zwischen 1684 und 1694 auch die acht quadratischen Kavalierhäuschen gebaut, die sich um das Palais herumgruppierten und dem Vorbild von Marly folgten. Fünf dieser anderthalbgeschossigen, mansardgedeckten Pavillons, die Spiel- und Erfrischungsräume für die höfische Gesellschaft enthielten, blieben bis heute erhalten.
Nach dem Tode Johann Georgs IV. ging das Palais 1694 an dessen jüngeren Bruder August den Starken über. In den folgenden drei Jahrzehnten war es ein Schauplatz der rauschenden Hoffeste, die für die absolutistischen Herrscher typisch waren. Deren Höhepunkt war das von August dem Starken anlässlich der Hochzeit seines Sohnes, des damaligen Kurprinzen Friedrich August, mit der österreichischen Erzherzogin Maria Josepha veranstaltete Venusfest am 23. September 1719. Extra für diesen Anlass errichtete Zacharias Longuelune nahe dem Palais einen Venustempel, der 1725 nach Pillnitz transloziert wurde. Im Gartentheater wurde eine Oper im französischen Stil aufgeführt, deren Idee und Sujet vom König selbst stammten.
Im Laufe der 1720er Jahre war die Bedeutung des Palais für die Hoffeste stark rückläufig. Die höfische Mode hatte sich geändert, weshalb andere Schlösser und Anlagen wie der Zwinger und der Barockgarten Großsedlitz fortan bevorzugt wurden. Zunächst geplante Umbauten am Palais wurden nicht mehr ausgeführt.

### Nutzung für Sammlungen und Ausstellungen

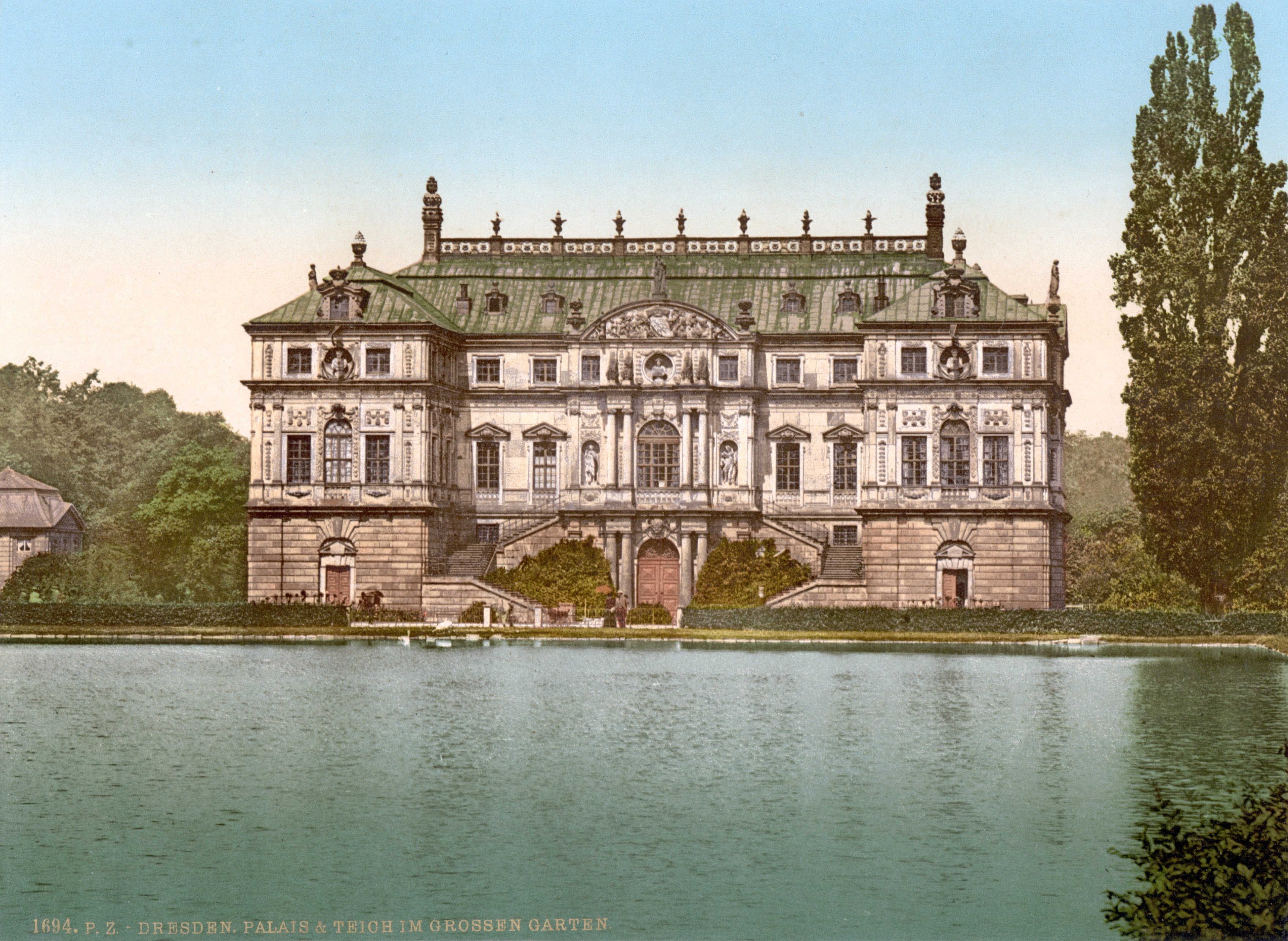
Das Palais um 1900 (Photochromdruck)

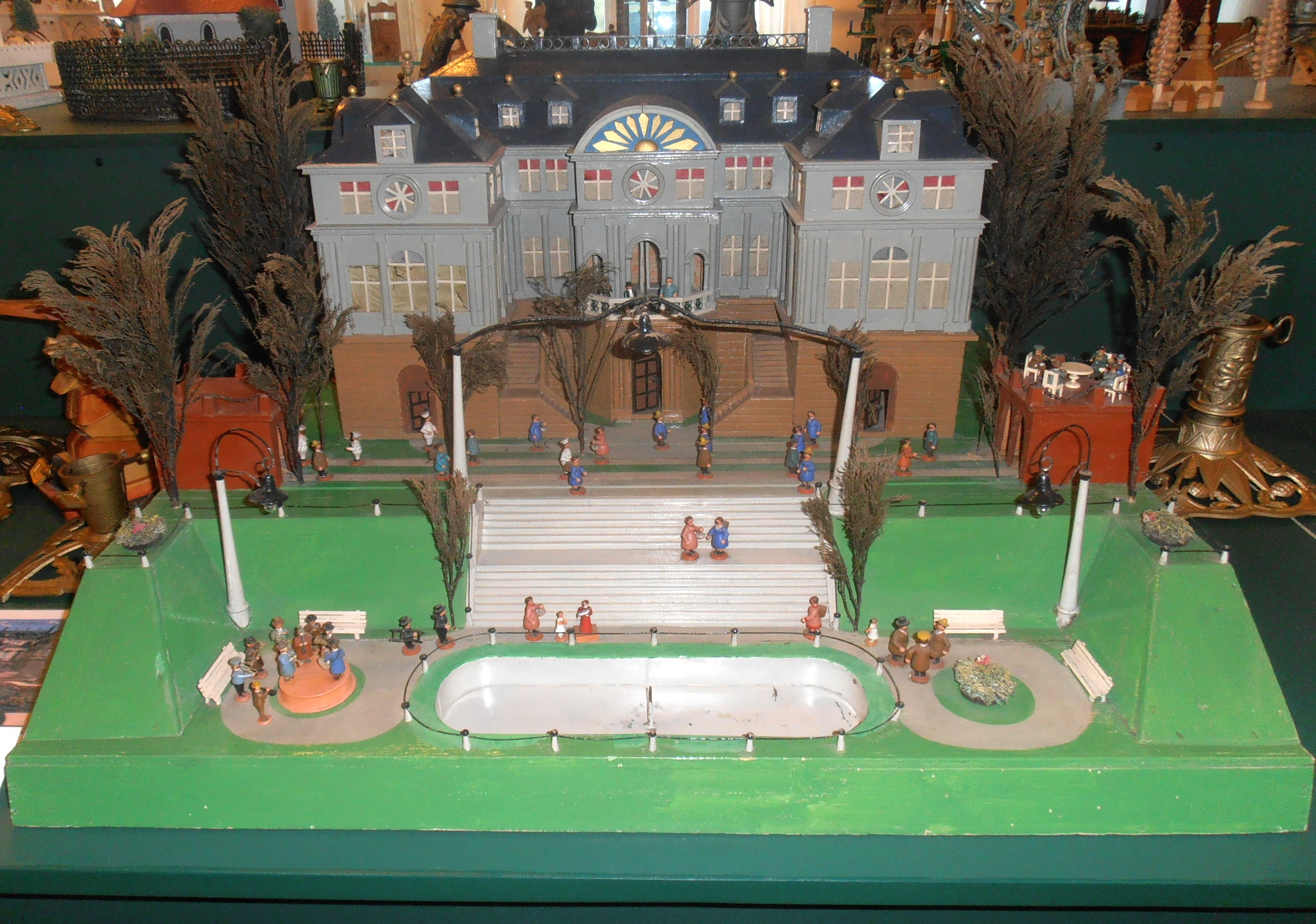
Modell des Palais 1935

In den späten 1720er Jahren kam es schließlich zu einer Umnutzung. Ende 1729 ließ August der Starke die umfangreiche Antikensammlung im Erdgeschoss des Palais aufstellen. Er hatte sie ein Jahr zuvor in Rom erworben. Von den 194 antiken Statuen stammten 160 aus der Sammlung der Familie Chigi und 34 aus dem Besitz Alessandro Albanis. Es handelte sich um die erste große Antikensammlung in Deutschland. Die Antikensammlung bildete die Grundlage der Skulpturensammlung der Staatlichen Kunstsammlungen Dresden und verblieb bis 1747 im Palais.
Anschließend ging das Interesse der Kurfürsten am Großen Garten zurück. Eine Ursache dafür waren die Zerstörungen an Palais und Umland im Siebenjährigen Krieg. Nachdem Dresden im Zusammenhang mit dem Gefecht von Maxen seit 1759 in die Hände Österreichs und der kaiserlichen Reichsarmee gelangt war, versuchte die Preußische Armee unter Friedrich dem Großen 1760 eine Eroberung der kursächsischen Residenzstadt. Die Kämpfe führten zu Verwüstungen in den Dresdner Vorstädten und dem Großen Garten. Oberlandbaumeister Julius Heinrich Schwarze begann den Wiederaufbau.
Die Schlacht bei Dresden, in der Sachsen und Franzosen im Jahre 1813 den Preußen und Russen gegenüberstanden, hatte erneute Kriegsschäden zur Folge. Noch bevor sie beseitigt worden waren, ließ der russische Gouverneur Repnin-Wolkonski den Großen Garten für die Öffentlichkeit zugänglich machen. Dies war ein entscheidender Impuls für die Zukunft des Palais. Ab 1828 nutzte es eine Gartenbaugesellschaft als Depot und veranstaltete noch im gleichen Jahr die „Erste öffentliche Ausstellung seltener Früchte und Gewächse“. Im Frühjahr 1829 folgte die erste größere Ausstellung blühender Pflanzen. Weitere Frucht- und Pflanzenausstellungen folgten und machten das Palais als Ort für Blüten-, Pflanzen- und Früchteausstellungen berühmt. Im Jahre 1841 bezog der Königlich Sächsische Altertumsverein das Erdgeschoss und nutzte es zur Ausstellung sakraler Bildwerke. Nach dem Tod des Hofbildhauers Ernst Rietschel wurde dessen umfangreicher Nachlass als Museum konzipiert und 1861 im Festsaal im Obergeschoss des Palais untergebracht. Das Rietschel-Museum ging 1889 an die Dresdner Skulpturensammlung über und zog ins Albertinum um. Das Museum des Altertumsvereins mit seinen zahlreichen Gegenständen aus ursprünglich kirchlichem Besitz dehnte sich so 1890 auch ins Obergeschoss aus und blieb für die folgenden Jahrzehnte Hauptnutzer des Palaisgebäudes.
1887 findet die 1. Internationale Gartenbauausstellung Dresden im Großen Garten statt. 1896 folgt die 2. Internationale Gartenbauausstellung Dresden auf der Fläche der heutigen Gläsernen Manufaktur und im Großen Garten. 1907 findet die 3. Internationale Gartenbauausstellung Dresden statt, bei der neben der Präsentation des Pflanzenmaterials erstmals auch große thematische Gesamtbilder geschaffen werden. An letzterer lehnt sich die heutige Blumen- und Floristikausstellung Dresdner Frühling im Palais an.

### Zerstörung und Wiederaufbau
Die Luftangriffe auf Dresden zerstörten das Palais kurz vor Ende des Zweiten Weltkriegs im Februar 1945. Das Gebäude brannte vollständig aus. Dadurch gingen die Inneneinrichtung, beispielsweise Stuck und Mobiliar, sowie die nicht ausgelagerten Bestände des Museums des Altertumsvereins fast komplett verloren. Sämtliche Dächer und Geschossdecken wurden zerstört und weite Teile der Fassaden, insbesondere im Bereich des südlichen Gebäudeflügels, schwer beschädigt. Sprengbomben beeinträchtigten zudem sehr stark die Statik des Bauwerks.

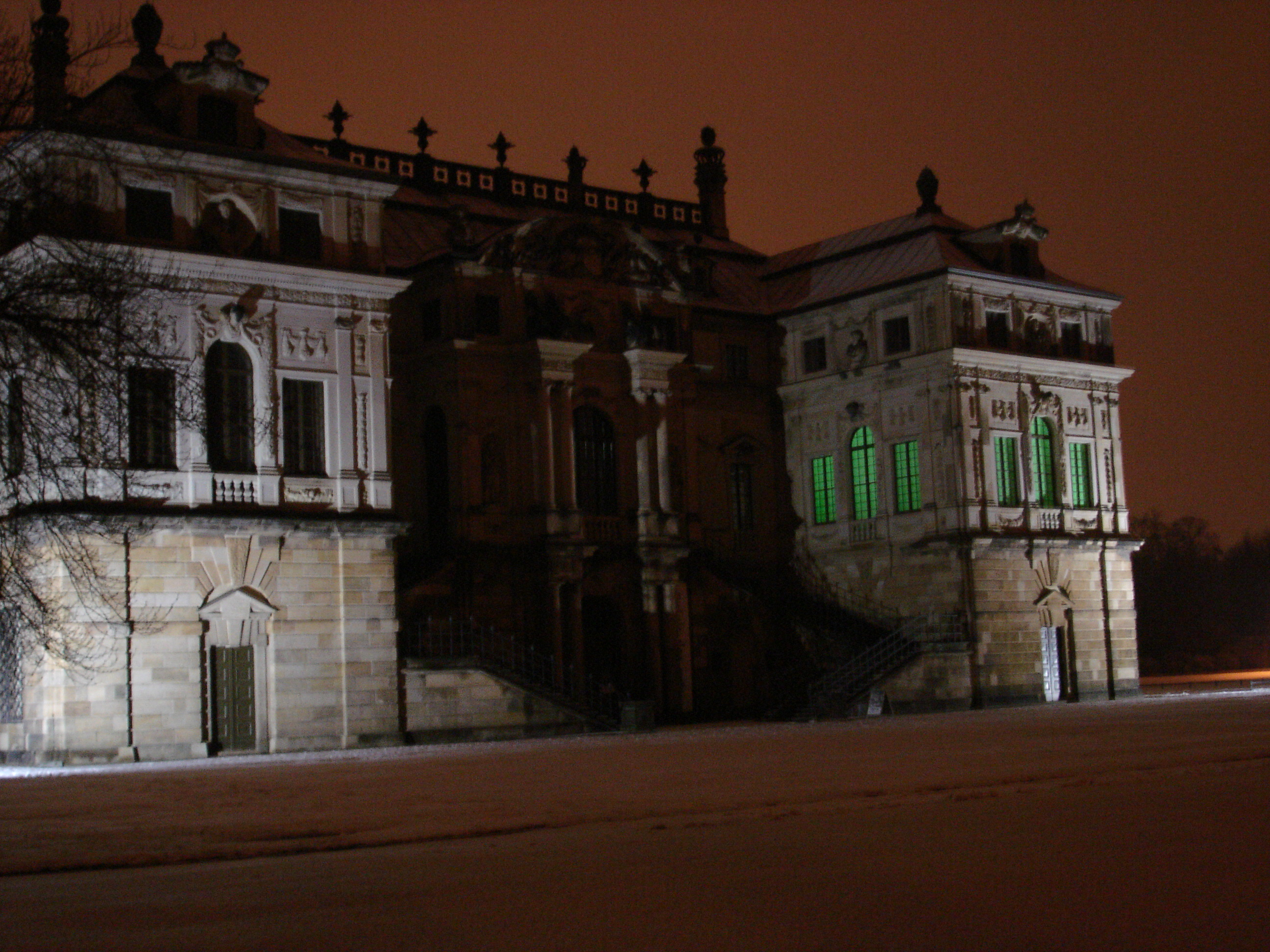
Das Palais bei Nacht

Bereits 1946 begannen Sicherungsmaßnahmen am Mauerwerk zur Erhaltung des Palais und 1954 der allmähliche Wiederaufbau. Im Jahre 1964 wurde das Dach mit einer interimsmäßigen Stahlkonstruktion gedeckt, so dass 1965 der übrig gebliebene Stuck gesichert werden konnte. Um 1969 war das Palais äußerlich weitgehend wiederhergestellt, wurde aber in den 1970er und 1980er Jahren kaum genutzt. Von 1968 bis 1974 wurde eine schmale Achse im Festsaal probeweise restauriert. Zwischen 1978 und 1984 befand sich für den Wiederaufbau der Semperoper im Palais ein Atelier, in dem unter anderem der Bühnenvorhang des Opernhauses gemalt wurde. Die Fertigstellung des Dachs erfolgte 1993, ein Jahr zuvor wurde der Deckenstuck im Erdgeschoss vollendet.
Am 1. August desselben Jahres gründete sich der Betrieb Schlösser und Gärten Dresden (heute Teil der Staatlichen Schlösser, Burgen und Gärten Sachsen), womit die Verwaltung von Garten und Palais von der Stadt Dresden auf den Freistaat Sachsen überging. Unter dessen Regie erfolgten in den 1990er Jahren umfassende Sanierungen am Äußeren des Gebäudes. Da dabei neben alten auch neue Mauerteile verwendet wurden, zeigt sich wie die Dresdner Frauenkirche auch die Palaisfassade als Mosaik heller und dunkler Steine.
Während die Rekonstruktion des Äußeren des Palais mittlerweile abgeschlossen ist, sind die Innenräume seit 1990 nur teilweise erneuert worden. Ab 1995 fanden im Erdgeschoss wieder erste öffentliche Veranstaltungen statt. Im Oktober 2000 gründete sich der Förderverein Palais Großer Garten e. V., der gemeinsam mit der Bürgerstiftung Dresden für einen denkmalgerechten Wiederaufbau der Innenräume, insbesondere des Festsaals, und deren Nutzung für kulturelle Veranstaltungen eintritt. Der Förderverein organisierte unter seinem Mitglied Günter Voigt auch Demonstrationen für die Rekonstruktion des Festsaals, in dem 2002 erstmals eine Tagung über den Großen Garten stattfand. In den Jahren 2002 und 2003 wurde das Palais vermessen. Bis 2005 erfolgten außerdem raumklimatische Untersuchungen sowie weitere Sicherungsmaßnahmen an Putz und Stuck. Im Jahre 2005 veranstalteten Bürgerstiftung und Förderverein den ersten Bürgerball im Palais. Außerdem werden Ausstellungen moderner Kunst gezeigt und unter dem Namen Offenes Palais Kammermusik aufgeführt.
Die Blumen- und Floristikausstellung Dresdner Frühling im Palais zieht seit 2006 Zehntausende Besucher ins Palais. Veranstalter ist die Fördergesellschaft Gartenbau Sachsen mit Sitz in Dresden. Gärtner, Floristen, Künstler sowie Licht- und Klangdesigner schaffen seither alle zwei Jahre ein Gesamtkunstwerk aus Farben, Formen und Düften. Mit etwa 40.000 Blumen und Pflanzen gilt die Schau als bedeutendste Frühjahrsblumenausstellung Deutschlands. Mit der Ausstellung möchte die sächsische Fördergesellschaft die Tradition der großen Blüten-, Pflanzen- und Früchteschauen in Dresden fortschreiben und das Handwerk der Gärtner und Floristen präsentieren.